# Abell 31
Abell 31 (nota anche come Sh2-290) è una nebulosa planetaria nella costellazione del Cancro.
Si individua con estrema difficoltà circa 2,5 gradi a SSE dell'ammasso aperto M67; nonostante le sue grandi dimensioni (una delle nebulose planetarie più estese della volta celeste) non è altrettanto luminosa, anzi la sua estensione è la causa della sua bassa luminosità: si tratta infatti di una nebulosa molto antica, i cui gas si sono espansi a tal punto da iniziare a disperdersi nel mezzo interstellare circostante. La parte meridionale della nube è circondata da un effetto bow shock, mentre la parte settentrionale ha dei limiti estremamente sfumati, segno che qua la dissoluzione è già in atto. Tutte le nebulose planetarie, nel corso del tempo, subiranno questo stesso destino.